# GOES

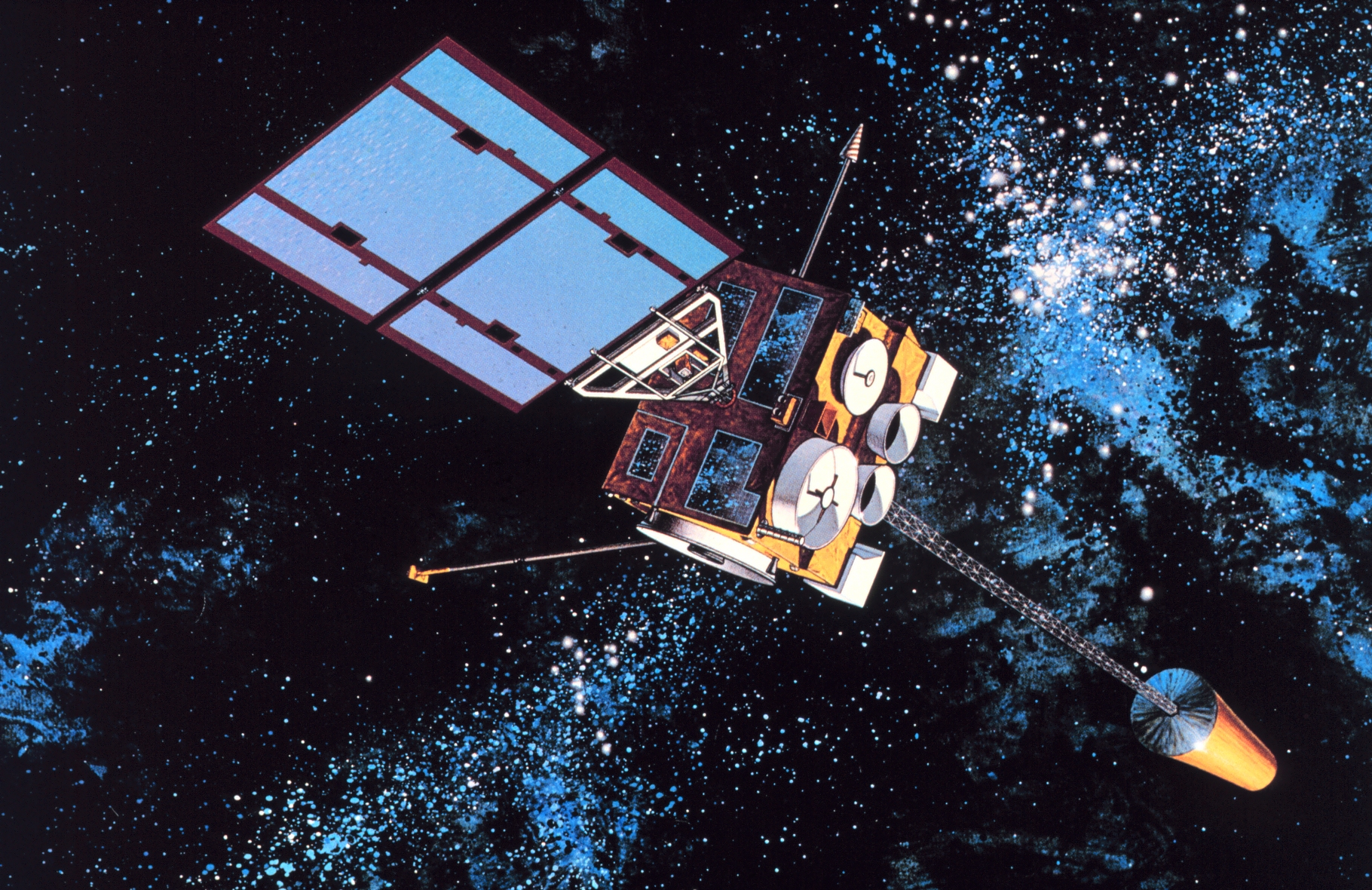

GOES(고즈, Geostationary Operational Environmental Satellite)는 미국의 정지기상위성이다. 현재 지구를 둘러싼 정지궤도 상에는 총 3대의 위성이 있다.

## 같이 보기
- 원격탐사